# Pobreza en Uruguay

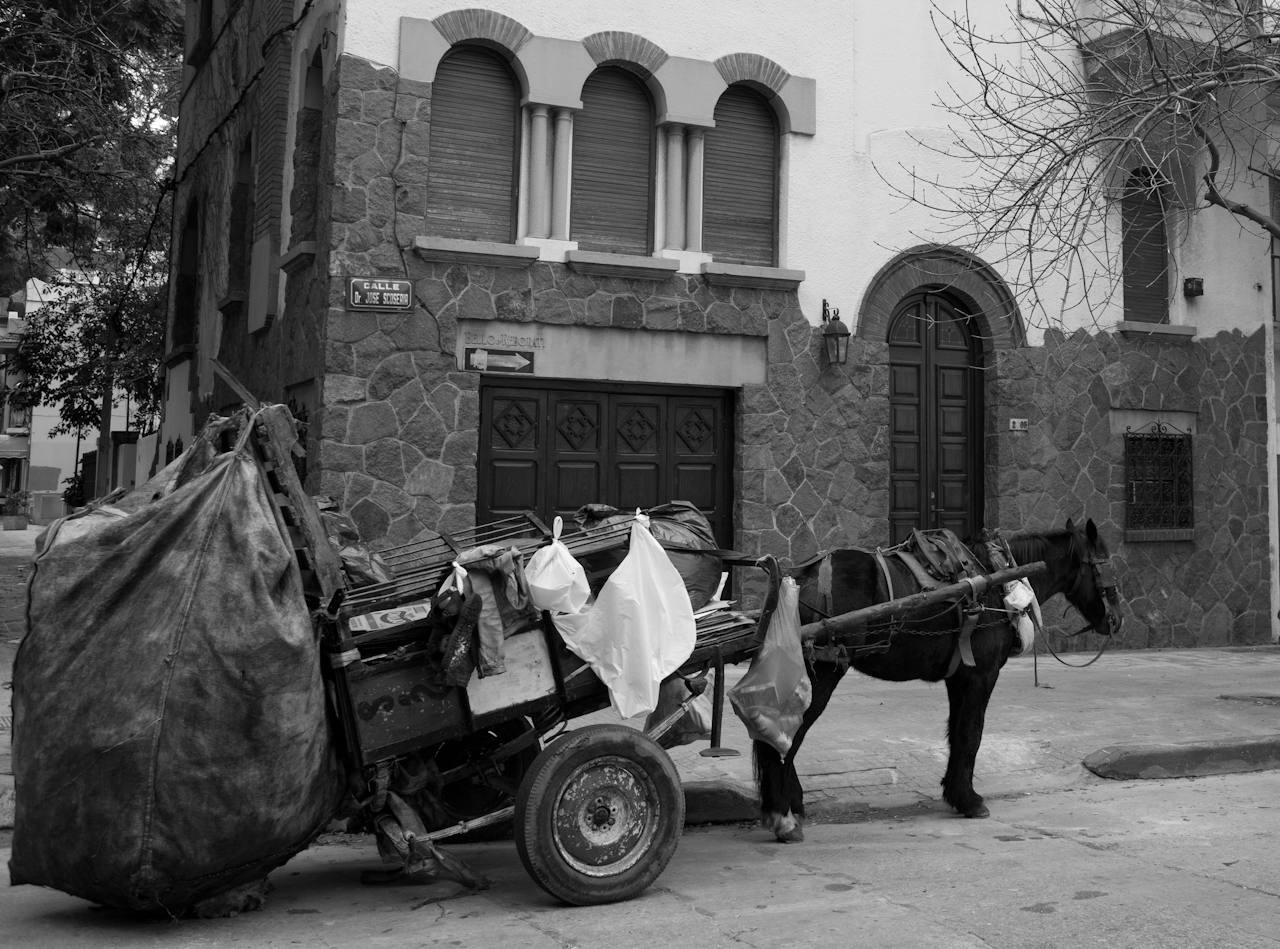
Carro tirado por caballo perteneciente a hurgador de residuos, en el barrio Pocitos de Montevideo. Año 2010.

La pobreza en Uruguay es determinada por el Instituto Nacional de Estadística (INE) de Uruguay en base a la Encuesta Continua de Hogares.
Tradicionalmente se utilizó una metodología de medición "monetaria", basada en los ingresos de los hogares, y desde 2025 comenzó a utilizarse una metodología "multidimensional" que toma en cuenta las múltiples privaciones que afectan a la población, tales como el acceso a educación, vivienda digna, trabajo y protección social.
Los informes publicados en 2025 en base a datos de 2024 permiten constatar que en Uruguay hay un 17,1 % de personas pobres, que la pobreza es sensiblemente mayor en hogares con mujeres jefas de hogar, en personas afrodescendientes, en ciertas regiones del país, y que uno de cada 3 niños uruguayos es pobre. Cuatro de cada 10 niños, niñas y adolescentes viven en hogares con pobreza monetaria o multidimensional, y la infantilización de la pobreza es un problema estructural del país que se ha mantenido en el tiempo.

## Medición
Hasta 2025 la medición de la pobreza ha estado tradicionalmente centrada en los ingresos como criterio principal para identificar a las personas en situación de vulnerabilidad.
Con este criterio, un hogar es considerado indigente o pobre extremo si el ingreso disponible ajustado per cápita del hogar es inferior al valor de la Canasta Básica Alimentaria. Las personas indigentes son los miembros de un hogar indigente.
Asimismo, un hogar es considerado pobre si el ingreso disponible ajustado del hogar es menor al de la línea de pobreza determinada para ese hogar. La línea de pobreza se construye teniendo en cuenta la canasta básica de alimentos, el número de integrantes y la canasta básica no alimentaria (esta última no inluye el valor locativo en ningún caso, pero sí incluye el alquiler para los hogares inquilinos). Las personas pobres son aquellas que pertenecen a un hogar pobre.
El costo de la Canasta Básica Alimentaria se calcula a partir del precio de una serie de alimentos y bebidas representativa del consumo de los hogares, y varía según la zona del país.
El criterio basado en los ingresos utilizado desde 2006 tuvo una modificación relevante en 2017 en la consideración de algunos rubros como ingresos. Dado que las definiciones y criterios utilizados no son idéntidos entre ambas metodologías, los resultados históricos según se haya aplicado una u otra no son directamente comparables.
Sin embargo, existe consenso en que este enfoque no es suficiente para captar la complejidad de la pobreza. En Uruguay se encontró que un porcentaje significativo de hogares en Montevideo eran pobres en ingresos, pero no sufrían necesidades básicas insatisfechas, mientras que hogares que no eran pobres según sus ingresos, sí enfrentaban privaciones en otras dimensiones esenciales. Este desajuste puso de manifiesto la necesidad de adoptar enfoques más amplios y multidimensionales para medir la pobreza.
El 19 de febrero de 2025, el Instituto Nacional de Estadística (INE) de Uruguay lanzó el Índice de Pobreza Multidimensional (IPM) nacional, una nueva metodología que busca monitorear de manera más integral las condiciones de vida de la población y evaluar los avances en la erradicación de la pobreza. Este índice complementa las mediciones tradicionales de pobreza monetaria y ofrece una visión más amplia de las privaciones que afectan a los hogares en cinco dimensiones clave: educación, condiciones habitacionales, acceso a servicios básicos, protección social y empleo.
Nuevamente el cambio de criterio hizo que no fueran comparables los resultados obtenidos con la metodología previa vigente desde 2017, basada en el ingreso con los obtenidos aplicando el IPM oficializado en 2025. Por esa razón el INE publicó ese año dos informes sobre la pobreza con datos correspondientes a 2024: la estimación de la pobreza por el método del ingreso y la estimación de la pobreza utilizando el IPM.

## Evolución de la pobreza y la indigencia
Los cuadros siguientes muestran la evolución de la pobreza y la indigencia entre 2015 y 2024 utilizando el método del ingreso publicada por el INE.
% de personasAño0,30,60,91,21,51,82,12,4201420162018202020222024Total paísMontevideoResto del paísEvolución de la indigencia según metodolog...Fuente: Instituto Nacional de Estadística de Uruguay
% de personasAño14161820222426201420162018202020222024Todo el paísMontevideoResto del paísEvolución de la pobreza según metodología...Fuente: Instituto Nacional de Estadística de UruguayEl mismo informe citado incluye una estimación de la incidencia porcentual de la pobreza según distintos atributos, en todo el país, en el año 2024. Se muestra una sensiblemente mayor incidencia de la pobreza en la infancia, en los hogares con mujeres jefas de hogar, en personas afrodescendientes y en algunas regiones de la capital y departamentos del país.

## Pobreza infantil
El informe del INE indica la siguiente distribución de pobreza en personas, expresada como porcentaje de pobres dentro de sus grupos de edades, en 2024. En Uruguay, prácticamente uno de cada tres niños es pobre:
| Grupos de edades  | Estimación |
| ----------------- | ---------- |
| Menores de 6 años | 32,2       |
| 6 a 12 años       | 28,1       |
| 13 a 17 años      | 27,5       |
| 18 a 64 años      | 15,4       |
| 65 o más años     | 6,3        |
| Total             | 17,3       |

Esto es consistente con informes externos. UNICEF analiza los dos informes del INE citados que analizan la pobreza según la metodología "monetaria" y la "multidimensional" y elabora el siguiente cuadro de doble entrada:
| Niños, niñas y adolescentes (2024) | Con pobreza monetaria | Sin pobreza monetaria |
| Con pobreza multidimensional       | 17 %                  | 11 %                  |
| Sin pobreza multidimensional       | 12 %                  | 60 %                  |

El informe concluye que esto indica que en total, 4 de cada 10 niños, niñas y adolescentes viven en hogares con pobreza monetaria o multidimensional, y afirma que la infantilización de la pobreza es un problema estructural del país que se ha mantenido en el tiempo.

En Uruguay, la pobreza infantil duplica a la de las personas adultas. Si bien el país presenta mejores indicadores que otros de América Latina, está lejos de los niveles de pobreza infantil de países con ingresos similares como Estonia, Polonia o Eslovaquia. 

Al analizar la pobreza relativa infantil —que mide cuántos niños, niñas y adolescentes viven en hogares con ingresos significativamente menores al promedio nacional—, el informe encuentra que las tasas antes de las transferencias son similares entre países. Sin embargo, mientras algunos países logran reducirlas considerablemente a través de políticas públicas, en Uruguay la reducción es mucho menor.

En 2024 un informe de UNICEF destaca algunas características de los hogares bajo la línea de pobreza en los que viven niños, niñas y adolescentes:

Los hogares pobres con niños, niñas y adolescentes enfrentan mayor inseguridad alimentaria. Más de la mitad de los hogares pobres enfrentan inseguridad alimentaria, lo que indica que no tienen recursos suficientes para llevar una dieta saludable, tienen incertidumbre sobre la capacidad de obtener alimentos o se han tenido que saltear alguna comida. Un 15,6 % de los hogares pobres con niños y adolescentes experimentaron inseguridad alimentaria severa, lo que significa que se quedaron sin alimentos o estuvieron todo un día sin comer por falta de recursos.

Muchos sufren carencias en su vivienda. Un 39 % de los niños, niñas y adolescentes en hogares pobres viven en viviendas que presentan carencias en su estructura, lo cual significa que sus viviendas están construidas principalmente con materiales livianos, paredes sin terminación, techos sin cielorraso o piso sin contrapiso. Además, un 24% vive en hogares que presentan hacinamiento, lo que significa que viven más de dos personas por habitación (excluidos baño y cocina). Además, un 20 % de los niños, niñas y adolescentes en hogares pobres no cuentan con calefón o calentador de agua y un 6 % vive en hogares sin refrigerador.

En general se ubican en barrios periféricos, con peor acceso a servicios y oportunidades. En cuanto a su localización, los hogares pobres tienden a concentrarse zonas periféricas de las ciudades, lo que limita el contacto que tienen los niños pobres con aquellos de otros estratos socioeconómicos y condiciona sus redes de contactos en el futuro. Esta segregación está particularmente presente en Montevideo, debido al tamaño de la ciudad y a los altos costos de la vivienda formal en zonas céntricas y costeras. La pobreza infantil supera el 35 % en los municipios D, A y F, mientras que, en contraste, es menor a un 5 % en los municipios CH y B. Como resultado de esta segregación por ingresos, los niños de hogares pobres van a escuelas y centros de cuidados en los que la mayoría de los niños también son pobres. Por otra parte, un 18 % de los niños, niñas y adolescentes pobres viven en asentamientos irregulares, con carencias en el acceso a servicios urbanos de calidad, porcentaje que alcanza el 30 % en Montevideo.

El clima educativo del hogar en general es más bajo. Los adultos que viven en estos hogares tienen un menor nivel educativo alcanzado: sólo un 40 % de ellos completaron el ciclo básico, en comparación con el 68 % entre los no pobres, una disparidad que tiene implicancias para el entorno educativo ofrecido por el hogar, ya que los adultos cuentan con menos recursos para brindar apoyo a los niños, niñas y adolescentes. Por otra parte, si bien la asistencia a la educación formal es prácticamente universal entre los 5 y los 14 años de edad, existen diferencias significativas en la etapa preescolar y la adolescencia. Como consecuencia de la mayor desvinculación, en conjunto con un mayor rezago, la proporción de adolescentes que finalizan los ciclos educativos a tiempo es notoriamente menor en los hogares pobres.